# Copa América de Voleibol de 2005
A Copa América de Voleibol de 2005 foi a 5.ª edição deste torneio organizado pela Confederação Sul-Americana de Voleibol (CSV) e pela Confederação da América do Norte, Central e Caribe de Voleibol (NORCECA). O torneio aconteceu entre os dias 3 e 7 de agosto no Ginásio Celso Morbach, em São Leopoldo. A partir desta edição, houve uma tentativa de utilizar o sistema bianual.
Sendo considerado um dos favoritos do campeonato, o Brasil acabou sendo superado pelos Estados Unidos na grande final em uma disputa bastante equilibrada protagonizada pelas duas equipes. Os norte-americanos faturaram o primeiro título da competição.

## Formato de disputa
A primeira fase reuniu as seis seleções em dois grupos de três equipes. As duas melhores classificadas de cada grupo, disputaram a fase final em cruzamento olímpico entre semifinal, disputa do bronze e final.
Para critérios de sistema de pontos, o placar de 3-0 ou 3-1 garantiu três pontos para a equipe vencedora e nenhum para a equipe derrotada; já o placar de 3-2 garantiu dois pontos para a equipe vencedora e um para a perdedora.

## Primeira fase

### Grupo A
Classificação
|  |                                 |
|  | Classificados para a semifinal. |

|     |           |     | Jogos | Jogos | Jogos | Resultados | Resultados | Resultados | Resultados | Resultados | Resultados | Sets | Sets | Sets  | Pontos | Pontos | Pontos |
| Pos | Equipe    | Pts | T     | V     | D     | 3–0        | 3–1        | 3–2        | 2–3        | 1–3        | 0–3        | V    | P    | R     | V      | P      | R      |
| --- | --------- | --- | ----- | ----- | ----- | ---------- | ---------- | ---------- | ---------- | ---------- | ---------- | ---- | ---- | ----- | ------ | ------ | ------ |
| 1   | Brasil    | 6   | 2     | 2     | 0     | 2          | 0          | 0          | 0          | 0          | 0          | 6    | 0    | MAX   | 156    | 132    | 1.182  |
| 2   | Argentina | 4   | 2     | 1     | 1     | 0          | 1          | 0          | 1          | 0          | 0          | 5    | 4    | 1.250 | 158    | 168    | 0.940  |
| 3   | Venezuela | 0   | 2     | 0     | 2     | 0          | 0          | 0          | 0          | 1          | 1          | 1    | 6    | 0.167 | 162    | 176    | 0.920  |

| Data   | Hora  |           | Placar |           | Set 1 | Set 2 | Set 3 | Set 4 | Set 5 | Total | Relatório |
| ------ | ----- | --------- | ------ | --------- | ----- | ----- | ----- | ----- | ----- | ----- | --------- |
| 03 ago | 20:15 | Brasil    | 3–0    | Argentina | 25–21 | 25–23 | 25–19 |       |       | 75–63 | Resultado |
| 04 ago | 20:15 | Brasil    | 3–0    | Venezuela | 25–21 | 31–29 | 25–19 |       |       | 81–69 | Resultado |
| 05 ago | 18:00 | Argentina | 3–1    | Venezuela | 25–23 | 20–25 | 25–22 | 25–23 |       | 95–93 | Resultado |

### Grupo B
Classificação
|  |                                 |
|  | Classificados para a semifinal. |

|     |                |     | Jogos | Jogos | Jogos | Resultados | Resultados | Resultados | Resultados | Resultados | Resultados | Sets | Sets | Sets  | Pontos | Pontos | Pontos |
| Pos | Equipe         | Pts | T     | V     | D     | 3–0        | 3–1        | 3–2        | 2–3        | 1–3        | 0–3        | V    | P    | R     | V      | P      | R      |
| --- | -------------- | --- | ----- | ----- | ----- | ---------- | ---------- | ---------- | ---------- | ---------- | ---------- | ---- | ---- | ----- | ------ | ------ | ------ |
| 1   | Estados Unidos | 4   | 2     | 1     | 1     | 1          | 0          | 0          | 1          | 0          | 0          | 5    | 3    | 1.667 | 182    | 178    | 1.022  |
| 2   | Cuba           | 3   | 2     | 1     | 1     | 1          | 0          | 0          | 0          | 0          | 1          | 3    | 3    | 1,000 | 142    | 141    | 1.007  |
| 3   | Canadá         | 2   | 2     | 1     | 1     | 0          | 0          | 1          | 0          | 0          | 1          | 3    | 5    | 0.600 | 173    | 178    | 0.972  |

| Data   | Hora  |                | Placar |                | Set 1 | Set 2 | Set 3 | Set 4 | Set 5 | Total  | Relatório |
| ------ | ----- | -------------- | ------ | -------------- | ----- | ----- | ----- | ----- | ----- | ------ | --------- |
| 03 ago | 18:00 | Canadá         | 3–2    | Estados Unidos | 24-26 | 25–27 | 25–22 | 22–25 | 15–13 | 111–87 | Resultado |
| 04 ago | 18:00 | Estados Unidos | 3–0    | Cuba           | 25–17 | 27–25 | 27–25 |       |       | 79–67  | Resultado |
| 05 ago | 20:15 | Canadá         | 3–0    | Cuba           | 25–23 | 25–17 | 25–22 |       |       | 75–62  | Resultado |

## Fase final

### Final four
|  | Semifinais     | Semifinais   |   |              | Final          | Final |  |
|  |                |              |   |              |                |       |  |
|  | 06 de agosto   |              |   |              |                |       |  |
|  | Estados Unidos | 3            |   |              |                |       |  |
|  | Argentina      | 2            |   |              |                |       |  |
|  |                |              |   |              |                |       |  |
|  |                |              |   |              | 07 de agosto   |       |  |
|  |                |              |   |              | Estados Unidos | 3     |  |
|  |                | Brasil       | 2 |              |                |       |  |
|  |                |              |   |              |                |       |  |
|  |                |              |   |              |                |       |  |
|  |                |              |   |              | Terceiro lugar |       |  |
|  | 06 de agosto   | 06 de agosto |   | 07 de agosto | 07 de agosto   |       |  |
|  | Brasil         | 3            |   | Cuba         | 3              |       |  |
|  | Cuba           | 0            |   |              | Argentina      | 0     |  |

Semifinais
| Data   | Hora  |                | Placar |           | Set 1 | Set 2 | Set 3 | Set 4 | Set 5 | Total   | Relatório |
| ------ | ----- | -------------- | ------ | --------- | ----- | ----- | ----- | ----- | ----- | ------- | --------- |
| 06 ago | 14:00 | Brasil         | 3–0    | Cuba      | 25–20 | 25–21 | 25–11 |       |       | 75–52   | Resultado |
| 06 ago | 16:00 | Estados Unidos | 3–2    | Argentina | 25–22 | 21–25 | 25–22 | 23–25 | 15–10 | 109–104 | Resultado |

Terceiro lugar
| Data   | Hora  |      | Placar |           | Set 1 | Set 2 | Set 3 | Set 4 | Set 5 | Total | Relatório |
| ------ | ----- | ---- | ------ | --------- | ----- | ----- | ----- | ----- | ----- | ----- | --------- |
| 07 ago | 12:30 | Cuba | 3–0    | Argentina | 28–26 | 25–20 | 25–17 |       |       | 78–63 | Resultado |

Final
| Data   | Hora  |                | Placar |        | Set 1 | Set 2 | Set 3 | Set 4 | Set 5 | Total   | Relatório |
| ------ | ----- | -------------- | ------ | ------ | ----- | ----- | ----- | ----- | ----- | ------- | --------- |
| 07 ago | 10:00 | Estados Unidos | 3–2    | Brasil | 27–25 | 26–24 | 21–25 | 20–25 | 15–11 | 109–110 | Resultado |

## Classificação final
| Posição | Equipe         |
| ------- | -------------- |
|         | Estados Unidos |
|         | Brasil         |
|         | Cuba           |
| 4       | Argentina      |
| 5       | Canadá         |
| 6       | Venezuela      |